# Екосистема
Екосистема (на старогръцки: οἶκος — жилище, местообитаване и на старогръцки: σύστημα — цяло, съставено от части, съединение) е природен комплекс (биосистема), образуван от живи организми (биотично съобщество или биоценоза) обитаващи на дадена територия (биотоп), например атмосфера, почва, водоем, които са свързани помежду си с обмяна на вещества и енергия. Терминът се припокрива с понятието биогеоценоза (геобиоценоза). Екосистемата е едно от основните понятия в екологията, приложимо към обекти с различна сложност и размери. Примери за екосистеми са: 1.водоем с обитаващите в него растения, риби, безгръбначни животни, микроорганизми, дънни утайки, с характерните за него изменения на температурата, количеството на разтворения кислород, състава на водата и др. и с определена биологична продуктивност; 2.гора с подлес и тревна покривка, почва, микроорганизми, с населяващите я птици, тревопасни и хищни бозайници, с характерните за нея разпределение на температура и влажност на въздуха, светлина, почвени води и други фактори с присъщите обмяна на веществата и енергия. Гниещите вещества в гората, с обитаващите в нея организми и условия на обитавоне, също може да се разглежда като екосистема.
В идеалния случай екосистемата с балансирана жизнена дейност на автотрофни и хетеротрофни организми може да се приближи към затворена система, обменяща с обкръжаващата я среда само енергия и носи наименованието Затворена екологична система. В естествени условия продължителното съществуване на дадена екосистема е възможно само при приток от обкръжаващата я среда не само на енергия, но и в по-големи или в по-малки количества на вещества. Всичките съществуващи реални екосистеми, в съвкупност със съществуващата биосфера на Земята, принадлежат към откритите системи, обменящи с обкръжаващите ги околна среда вещества и енергия. Терминът екосистема е приложим както към природни, така и към изкуствени екосистеми, например селскостопански пасища, градини, паркове и др.
Глобалната планетарна екосистема може да се разглежда като съставена от четири сфери – биосфера, литосфера, хидросфера и атмосфера. Основен принцип, който управлява функциите на биосферата е принципът на ограничаващите (лимитиращите) фактори. Този принцип е израз на съвместното действие на екологичните фактори, тъй като те си взаимодействуват и означава, че нивото на жизнената дейност на организмите се определя от онзи екологичен фактор, който е в минимум спрямо останалите т.е. най-далеч от своя оптимум.

## Историческа справка
В процеса на всестранното изучаване на природните комплекси с взаимодействащите помежду си растения, животни и микроорганизми, учените давали на тези надорганизмови единици различни названия. Голяма част от предложените от тях термини не получили широко разпространение, като някои от тях се използвали само в определени случаи (например, въведеният за първи път в САЩ термин „биом“ е обхващал такива макроекосистеми като зона на иглолистните гори, степна зона и др.). Терминът „екосистема“, който изместил много други термини със сходно съдържание е предложен през 1935 г. от английския еколог и ботаник Артър Тенсли (1871 – 1955). През 1944 г. руският биолог Владимир Николаевич Сукачов (1880 – 1967) въвежда понятието биогеоценоза, което е идентично с това за екосистема. В действителност, даже един аквариум или пчелен кошер представлява екосистема, но не могат да бъдат назовани биогеоценози. Освен това, общата особеност на биоггеоценозата е тази, че сумарната биомаса на животните е много по-малка с биомасата на растенията на сушата, докато във водната екосистема господства обратното съотношение.
Всяка екосистема се характеризира със своя видов състав, численост на отделните видове, тяхната биомаса, разпределение и сезонна динамика. През 40-те – 50-те години на 20 век се разгръщат изследвания, позволяващи количествено да се характеризират функционалните особености на екосистемите и преди всичко на хранителните вериги, чрез които се осъществява биологичната трансформация на веществата и енергията. Количествените изражения на интензивността и ефективността на тези процеси с помощта на съвременните методи, в частност на математическото моделиране на екологичните системи, дават необходимата основа за решаването на актуални въпроси за рационалното използване на биологичните ресурси на природата и съхраняването на средата на обитаване от човека.

## Характерни особености
- Основен източник на енергия е Слънцето, чиято енергия се преработва от автотрофните организми, наречени продуценти.
- Екосистемите имат ясно изразена вертикална структура за пълно усвояване на слънчевата енергия.
- Видово разнообразие на фитоценозите и зооценозите.

## Структура
Всяка екосистема е изградена от биотоп и биоценоза. При това те се намират в такова единство, че се осигурява преминаването на материя и енергия през звената на екосистемата. Звената на биоценозата са продуцентите, консументите и редуцентите. Те може да бъдат наречени още трофични, или хранителни звена.

## Класификация
Екосистемата е относително самостоятелна структура на живата материя част от макроструктурата биосфера. В екосистемата се извършват определени процеси, свързани с пренос и трансформация на материя, при която се изразходва енергия. Този процес на трансформация и пренос на материя се осъществява от биоценозата. Тя има възможността за това благодарение на морфологичната си структура.
Процесите на трансформация и пренос на материя, за протичането на които се изразходва енергия, се наричат функциониране на екосистемата.

## Енергетика на екосистемите

### Хранителни вериги
Първата основна функция на една екосистема е движението на енергия и вещества. Придвижването им през отделните биочасти (трофични звена) на екосистемата става чрез хранителните взаимоотношения, които се изразяват в хранителни вериги и хранителни мрежи. Хранителната верига представлява последователност от трофични звена (биотоп-продуценти-консументи-редуценти-биотоп), през които последователно преминава материята. Основна съставна част са продуцентите (организми, които самостоятелно с помощта на неорганични вещества и енергия, синтезират органични вещества), следвани от консументите (организми, които не могат да синтезират самостоятелно органични вещества от неорганични, но само ги потребяват и преобразуват за собствени нужди). Възможно е в една трофична верига да присъстват и организми, които се хранят с мъртви органични вещества, т.нар. детритофаги, които понякога могат да бъдат и редуценти (третата функционална група организми в структурата на екосистемата, която преработва синтезираните органични вещества от органични в неорганични).
Така съществуват два вида хранителни вериги: пасищна и детритна, в зависимост от това какъв е типът на веществата в началото и. При пасищната хранителна верига, в началото стои продуцент, който най-често е зелено фотосинтезиращо растение. След него следва консумент от първи ред, което представляват най-често растителноядни организми, след това консументи от втори порядък или организми, хранещи се с първични консументи, консументи от трети порядък и т.н. При детритната хранителна верига началото и е поставено от детрит (мъртви органични вещества), последван от детритофаги или редуценти, след тях консументи поради сложността на хранителните взаимоотношения в една екосистема, на практика в естествени условия трофичните взаимоотношения се изразяват под формата на трофична мрежа. Това е съвкупност от хранителните вериги в рамките на една екосистема. Този тип на изразяване на връзките се налага поради факта, че повечето организми се хранят с повече от един вид. Така хранителните източници на даден вид могат да бъдат както продуценти, така и консументи от различен порядък.
Съгласно вторият принцип на термодинамиката, преносът на енергия между членовете на хранителната верига не може да бъде 100%. Автотрофните организми, каквито са зелените растения имат най-общо ефективност на използване на енергията под 1% т.е. само 1% от достъпната за тях слънчева енергия се преобразува в химична енергия на създаваната от тях биомаса. Останалите 99% се излъчват обратно в атмосферата като светлина и топлина. Животните от своя страна задържат само 10% от енергията, която са поели при храненето си. Останалите 90% се излъчват в дишане и отделяне на несмлени фекални остатъци. Последните са храна за разложителите, с което обезпечават енергия за тях, но която губят при своето дишане като топлинна енергия. В последна сметка цялата енергия постъпваща в екосистемата (биосферата) се губи като топлина.
Горните положения показват, че ниската ефективност на енергоползването при организмите изисква постоянно добавяне на енергия, т.е. храненето им за да преживяват. Друго следствие е и това, че само малка част от оригиналната енергия, фиксирана в продуцентите остава в по горните звена на хранителната верига. Пример:100 кг люцерна произвеждат 10 кг говедо, от който на свой ред ще се произведе само 1 кг човек. Всичко това означава, че върху дадена площ се намира само ограничено количество енергия за организмите върху тази площ. Това количество енергия разделено на минимума енергия нужна на индивида дава броя на индивидите за тази площ – „капацитет на преживяване“. Тази стойност означава броят на организмите, които единица площ може да изхрани без да разруши продължителната способност на земята да снабдява с хранителна енергия. Този принцип означава, че земята може да „енергетизира“ само ограничен брой консуматори.
Човек може да промени своя капацитет на преживяване като се предвижи от месоядно към тревоядно ниво и по този начин да скъси една от неефективните звена на хранителната си верига. В сгъстените части на света, примерно в Югоизточна Азия, храната се състои почти изцяло от ориз и малко риба като протеиново допълнение. Очевидно азиатците не могат да си позволят да загубят тези 90% от енергията, която се губи между тревоядните и месоядните консуматори.
Капацитетът на преживяване може да се основава и върху други фактори на средата освен енергията. Известно е, че ресурсите на земята са ограничени. Нейните резервоари съдържат крайни количества от вода, минерали, изкопаеми горива и други невъзобновими ресурси. Нуждата от жизнено пространство е друг начин за установяване на капацитета на преживяване. В опити с мишки е показано, че при всякакви други оптимални условия (храна, вода и др.), голямата плътност от мишки в затворено пространство е ограничаващ фактор, генериращ редица ненормални симптоми – загуба на майчинско чувство, канибализъм в младите плъхове, хомосексуализъм в мъжките!

## Продуктивност на екосистемите
Количеството органично вещество, произведено за единица време. Продуктивността зависи от скоростта, с която фитоценозата усвоява светлинната енергия при процеса фотосинтеза. Продуктивността e 3 вида. Обща първична продуктивност, Чиста първична продуктивност и вторична продуктивност.

## Кръговрат на веществата
Втората основна функция на екосистемата е кръговратът на веществата между четирите сфери на огромната планетна екосистема. Тези вещества, между многото компоненти на средата, включват главно кръговратите на въглерода, кислорода, азота и водата.